# Abydos
 For alternative betydninger, se Abydos (flertydig). (Se også artikler, som begynder med Abydos)
Abydos er en oldtidsby i Egypten. Den ligger ca. 100 km nord for Luxor. Abydos har nogle få velbevarede templer fra ca. 1300 f.Kr. Den var på et tidspunkt en betydelig by og centrum for Osiriskulten. Mange af de tidlige faraoer er begravet her.
26°11′N 31°55′Ø / 26.183°N 31.917°Ø
- Wikimedia Commons har flere filer relateret til Abydos